# خانه نظیفی
خانه نظیفی مربوط به دوره قاجار است و در نائین، خیابان دکتر طبی، کوچه صدری، جنب منزل نقیب زاده واقع شده و این اثر در تاریخ ۱۶ دی ۱۳۸۷ با شمارهٔ ثبت ۲۴۴۴۷ به‌عنوان یکی از آثار ملی ایران به ثبت رسیده است.